# Japalura fasciata
Japalura fasciata är en ödleart som beskrevs av Mertens 1926. Japalura fasciata ingår i släktet Japalura och familjen agamer. IUCN kategoriserar arten globalt som livskraftig. Inga underarter finns listade i Catalogue of Life.
Arten förekommer i sydöstra Kina samt i norra Vietnam. Den vistas i kulliga områden och i bergstrakter mellan 800 och 2000 meter över havet. Habitatet utgörs av skogar med buskar som undervegetation, ofta nära vattenansamlingar. Honor lägger oftast under juli 3 till 6 ägg.